# Euryale ferox

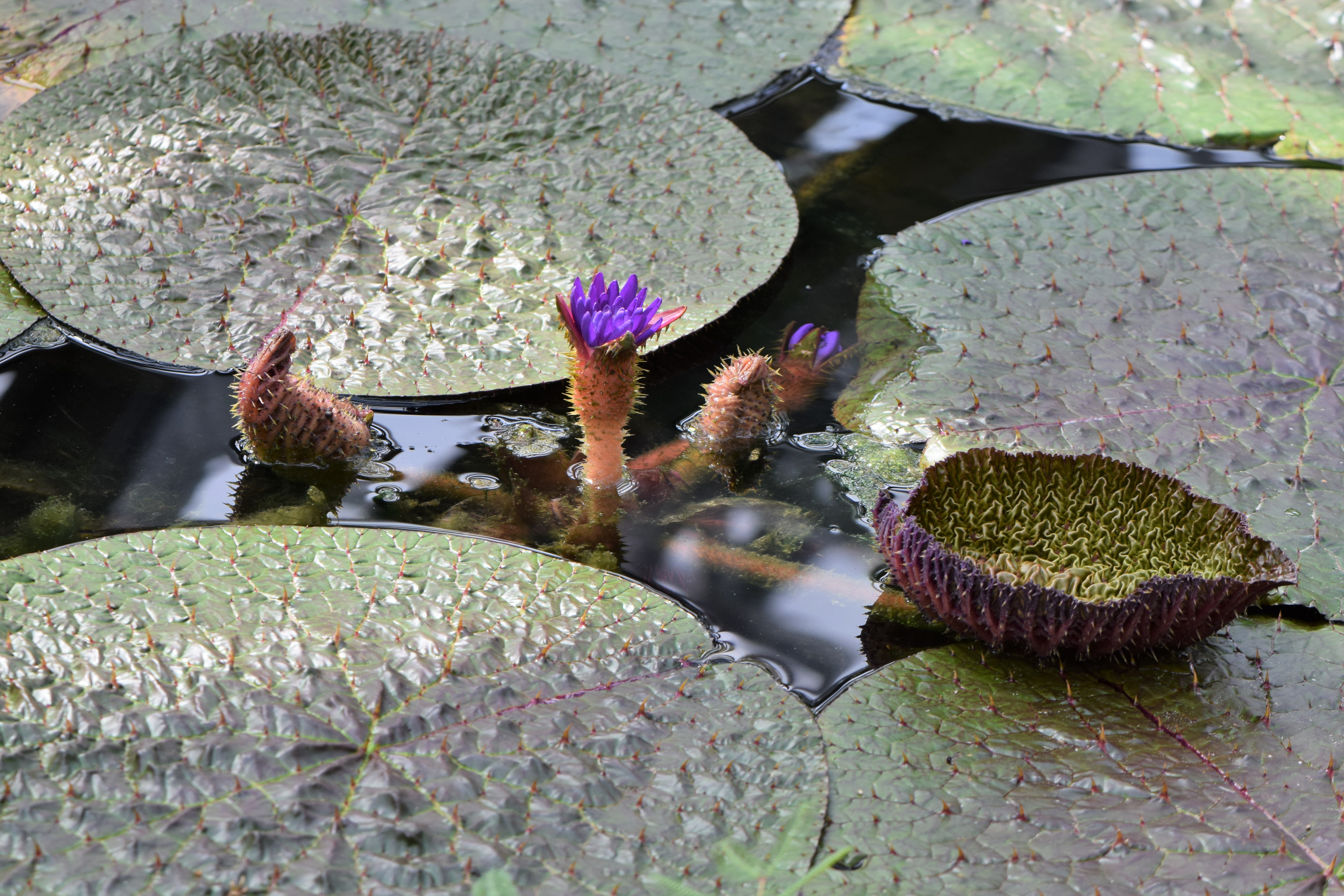
Euryale ferox em floração no Botanischer Garten Berlin-Dahlem.

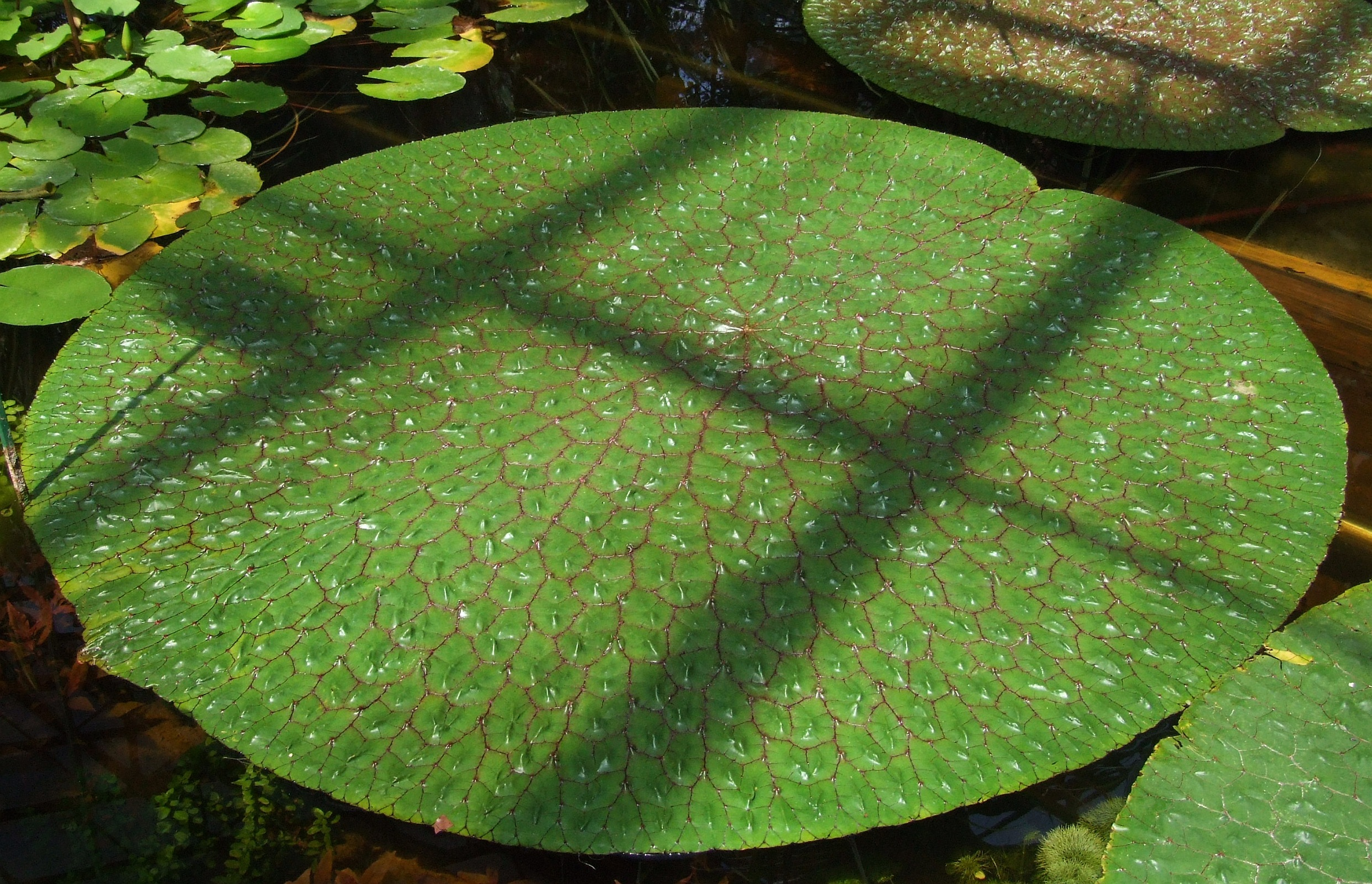
Folha flutuante de Euryale ferox.

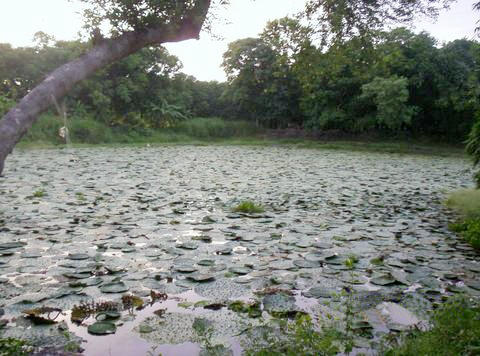
Uma lagoa cultivada com Euryale no norte da Índia.

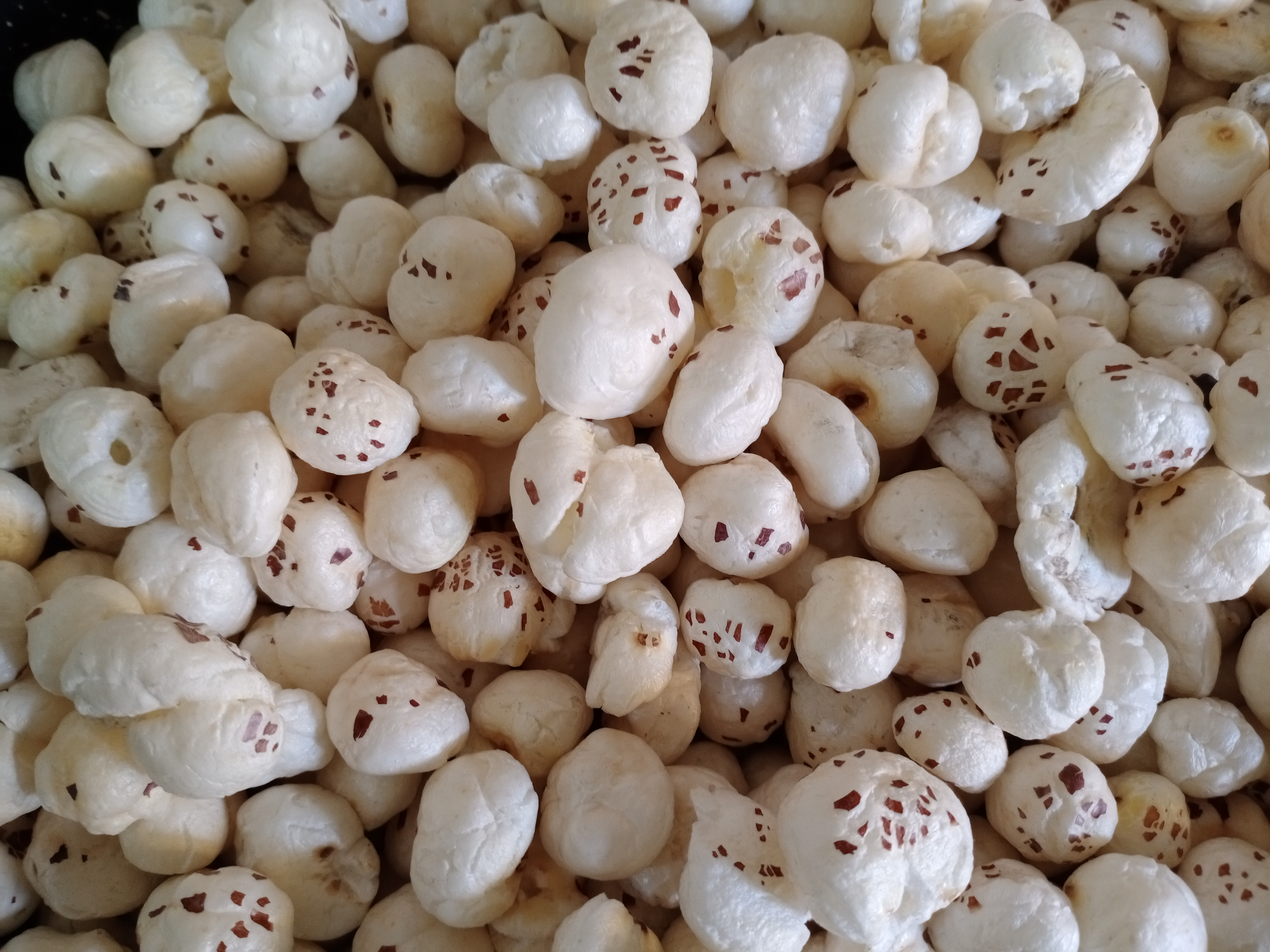
"Makhana" ligeiramente torrada, pronta a comer.

Euryale é um género monotípico de plantas aquáticas herbáceas da família Nymphaeaceae, cuja única espécie extante é Euryale ferox, conhecida pelos nomes comuns de makhana e nenúfar-espinhoso, uma espécie de nenúfar com distribuição natural no sul e leste da Ásia. As sementes comestíveis, chamadas makhana quando secas, são consumidas na Ásia.

## Descrição

### Morfologia e reprodução
São plantas anuais ou perenes de vida curta, que crescem em massas de água doce pouco profundas, enraízadas no fundo, com rizoma curto, não ramificado e ereto. Acúleos presentes na face superior e inferior da folha, no pecíolo, no pedúnculo e na face externa do cálice.
As folhas são longamente pecioladas, redondas e peltadas, submersas ou flutuantes, peltadas, orbiculares a amplamente elípticas, com 0,3-2,7 m de diâmetro, a mais das vezes com mais de um metro de diâmetro, margem inteira, não elevada, nervuras actinódromas, proeminentes, as juvenis com seio basal, as maduras com um ligeiro entalhe. O pecíolo foliar está inserido no centro da superfície inferior. A parte inferior da folha é arroxeada, enquanto a superfície superior é verde. As folhas têm uma textura acolchoada, embora os caules, flores e folhas que flutuam à superfície estejam cobertos de espinhos afiados. A maioria das folhas está submersas.
A flores tem cerca de 50 mm de diâmetro, pétalas exteriores violeta-púrpura, pétalas interiores esbranquiçadas. As flores são epígeas; sépalass 4, persistentes, esverdeadas; pétalass 20-35; estamess 78-92, mais curtos que as pétalas, inseridos no ápice do ovário, o filamento mudando gradualmente de laminar para linear, conectivo sem apêndice; teca de deiscência introrsa; carpelos (7-)8-16, sincarpados; estilos ausentes, estigmas em cálice estigmático sem apêndices carpelares.
As flores abrem-se geralmente durante o dia, debaixo de água, raramente acima da superfície. Sabe-se que a autopolinização pode ocorrer na Euryale ferox e que o pólen é libertado antes da abertura da flor. A maioria das flores de Euryale ferox são cleistogâmicas, com a ocorrência adicional de flores casmogâmicas.
Ao contrário de outros membros da família Nymphaeaceae, os grãos de pólen de Euryale têm três núcleos celulares.
O fruto é grande, aculeado, com deiscência irregular, roxo escuro, globoso, 50-100 mm de diâmetro quando na maturação. As sementes são pretas, globosas, grandes (com 6-10 mm de diâmetro), lisas e ariladas.
O número cromossómico é 2n = 58. (n = 29). O tamanho do genoma é 870.42 Mb.
Sendo uma espécie cleistogâmica, reproduz-se facilmente, tornando-se por vezes espécie infestante.

### Distribuição
Euryale ferox é uma planta perene nativa do leste da Ásia e da Ásia meridional, ocorrendo do nordeste da Índia até à Coreia e Japão, bem como em partes do Extremo Oriente da Rússia.
Ocorre na Índia, China, Japão, leste da Sibéria, Coreia, Taiwan, Bangladesh e Birmânia. Introduzida nos Estados Unidos. Na Índia, Euryale cresce normalmente em lagoas e zonas húmidas.

### Conservação
Está classificada na Lista Vermelha das plantas ameaçadas de extinção no Japão e recebe a designação de "vulnerável". É classificada como espécie de Menor Preocupação (LC) pela Lista Vermelha de Espécies Ameaçadas da IUCN. No entanto, foi registado um declínio da população à escala global.

## Taxonomia
Euryale ferox foi descrita por  Richard Anthony Salisbury e publicada em Annals of Botany 2: 74. 1805.
Euryale ferox é um membro da família das Nymphaeaceae (nenúfares). A família separada Euryalaceae J.Agardh foi proposta em 1858, uma classificação que acabou por ser rejeitada.
A etimologia do nome genérico é o nome da mítica górgona grega, Euryale, irmã de Medusa e de Esteno.. O epíteto específico ferox é a palavra latina para "espinhoso", uma alusão aos espinhos que recobrem a planta.

## Usos
A espécie é de grande interesse em jardinagem como ornamentação de superfícies de água, mas é também utilizada como alimento devido às suas sementes amiláceas e na medicina tradicional do sul da Ásia e da China.
De um modo geral, o nenúfar-espinhoso pode ser considerado uma planta perene, mas nas zonas frias a sua duração de vida não ultrapassa geralmente um ano, pelo que prefere crescer em zonas ensolaradas. É geralmente cultivada como uma planta anual, ou seja, semeada de novo todos os anos.
O fruto, que tem aproximadamente o tamanho de uma laranja pequena, é suave e polpudo por dentro. É muito popular na China como alimento refrescante e estimulante. As sementes, que têm aproximadamente o tamanho de uma ervilha, são oferecidas frescas e secas no Sudeste Asiático. Normalmente, as sementes são consumidas depois de assadas ou fritas, o que faz com que rebentem como pipocas. Pode ser extraído amido da semente. Os caules muito jovens e os rizomas também são consumidos como vegetais.
Em cultura anual é possível obter uma produção de 3,05 t/ha de frutos frescos. O peso fresco de um fruto é ligeiramente inferior a 160 g. O peso fresco de uma semente é ligeiramente inferior a 1 g. As análises bioquímicas das sementes revelaram: 61% hidratos de carbono, 15,6% proteínas, 12,1% de água, 7,6% de fibras, 1,8% de cinzas e 1,35% de gordura. As sementes contêm doze aminoácidos: histidina, leucina, isoleucina, ácido glutâmico, lisina, tirosina, valina, ácido aspártico, treonina, alanina, metionina e arginina.

### Culinária
A planta produz sementes comestíveis brancas e farinhentas. A planta é cultivada pelas suas sementes em lagoas das terras baixas da Índia, China e Japão.  O povo chinês cultiva a planta há séculos. A planta cresce melhor em locais com verões quentes e secos e invernos frios. As sementes são colhidas no final do verão e no início do outono e podem ser consumidas cruas ou cozinhadas.
Em 1990-1991, mais de 96 000 hectares de Bihar, na Índia, foram reservados para o cultivo de Euryale. O estado indiano de Bihar produz 90% das nozes de makhana do mundo.
Nas regiões setentrional e ocidental da Índia, as sementes de Euryale ferox são frequentemente torradas ou fritas, o que faz com que rebentem como pipocas. São depois consumidos, muitas vezes com um fio de azeite e especiarias. São também utilizadas noutros tipos de cozinha, nomeadamente para fazer uma papa ou pudim chamado kheer.
As evidências da arqueobotânica indicam que Euryale ferox era uma fonte de alimento selvagem frequentemente recolhida durante o período Neolítico na região do Yangtze, com um grande número de achados provenientes dos sítios de Kuahuqiao, Hemudu e Tianluoshan. A utilização mais antiga registada de E. ferox foi encontrada em Gesher Benot Ya'aqov, Israel, entre artefactos da cultura Acheuleana de 750-790 000 anos atrás.
As sementes são utilizadas na cozinha cantonesa e na sopa tradicional cantonesa.

### Medicina tradicional
As sementes de noz makhana são utilizadas em preparações Ayurveda e na medicina tradicional chinesa.
Na China, a planta é conhecida por qian shi (simplificado: 芡实 ; tradicional: 芡实 ) e as suas sementes são utilizadas na medicina tradicional chinesa, onde são frequentemente incorporadas em sopas, juntamente com outros ingredientes.

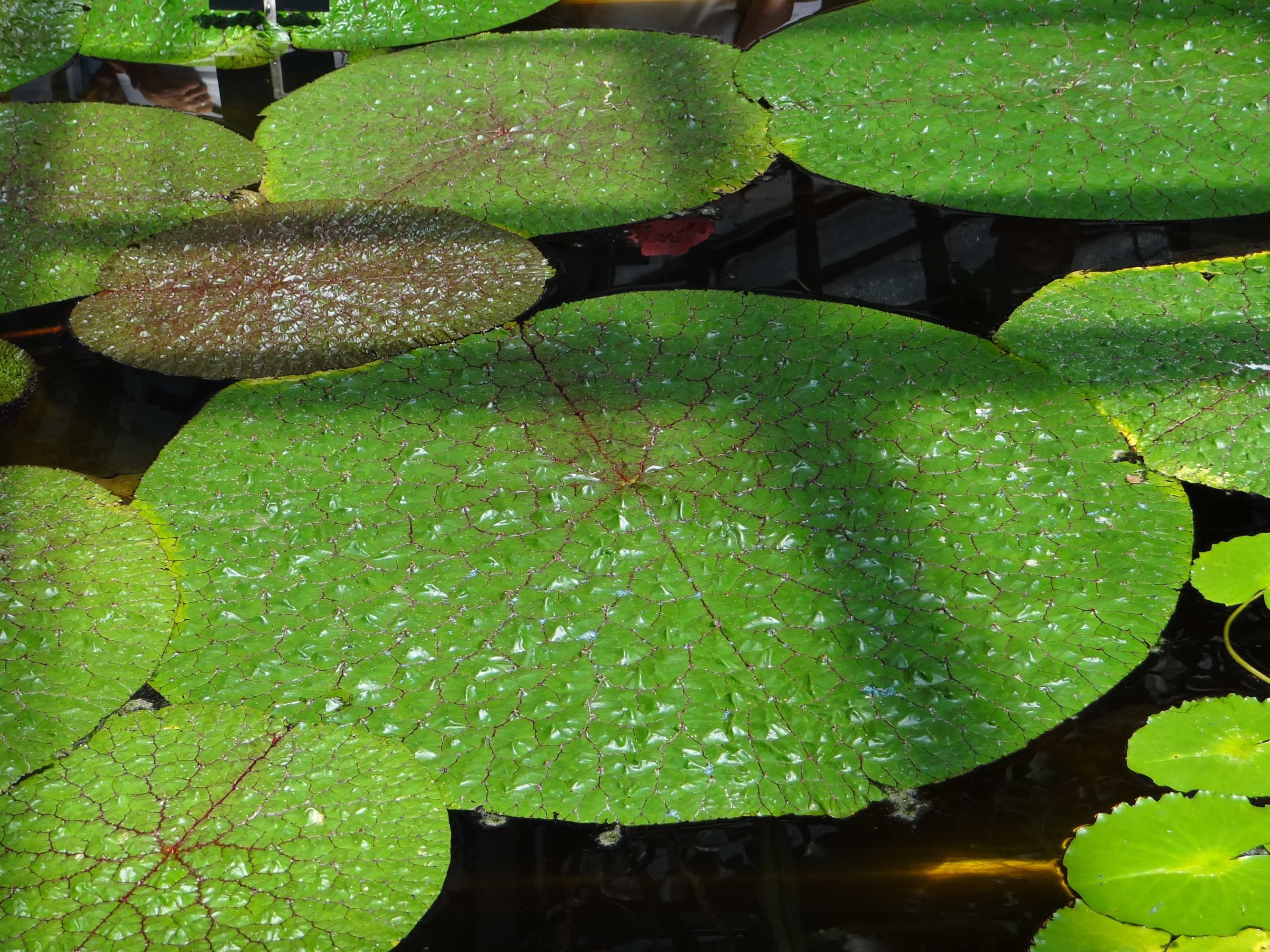
Hábito da planta.
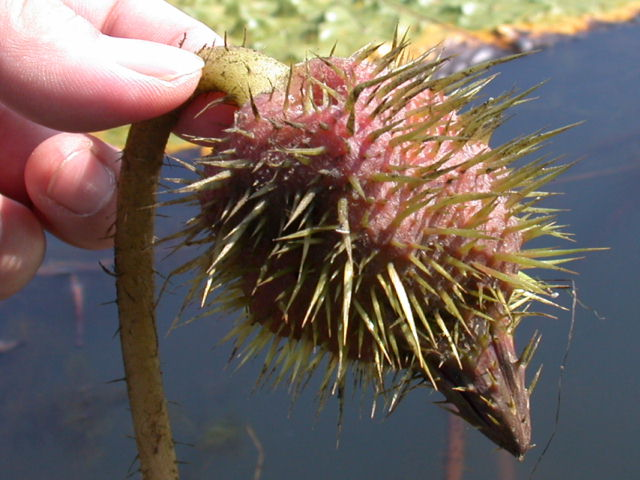
Fruto imaturo.
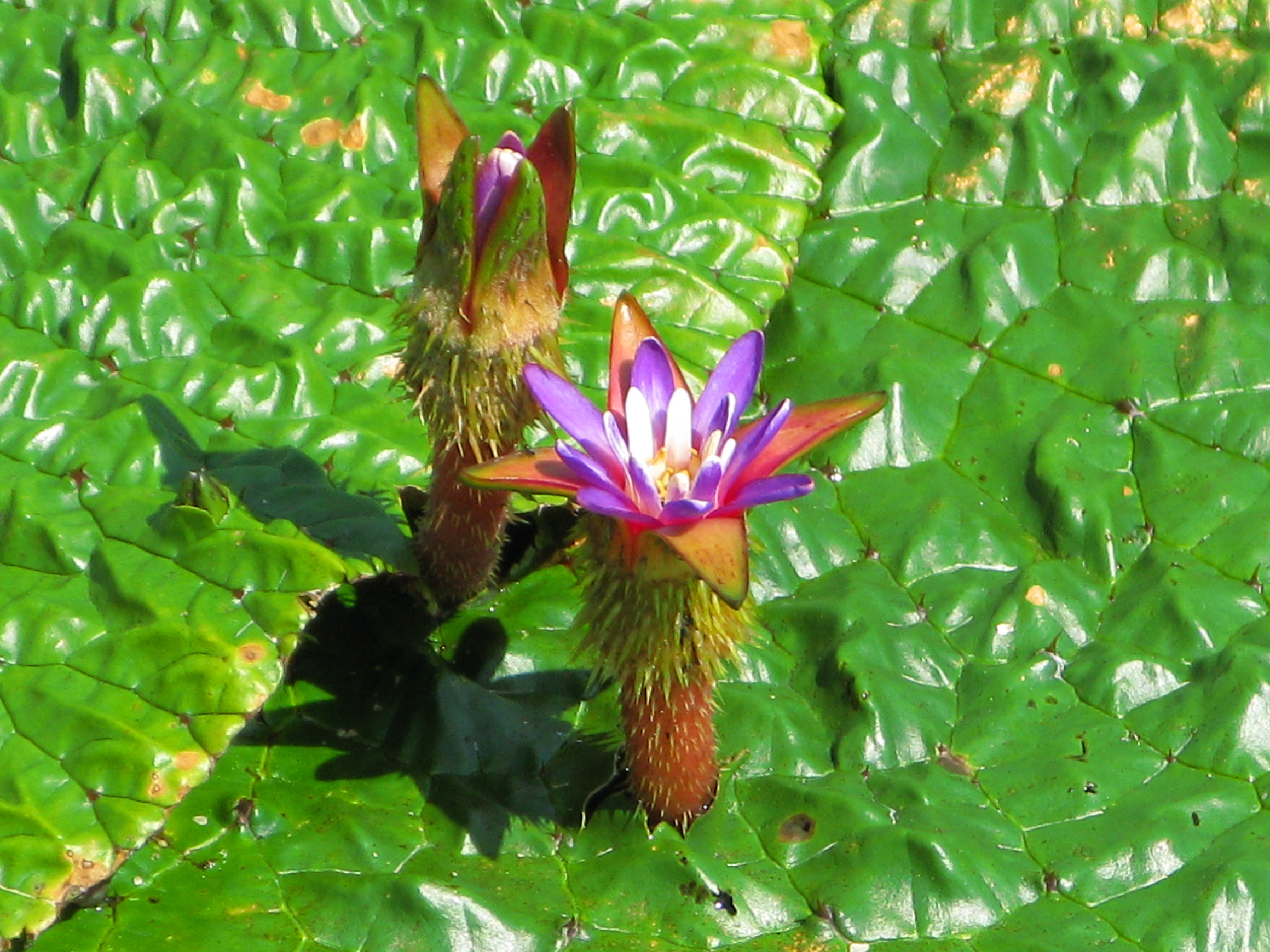
Planta em floração.
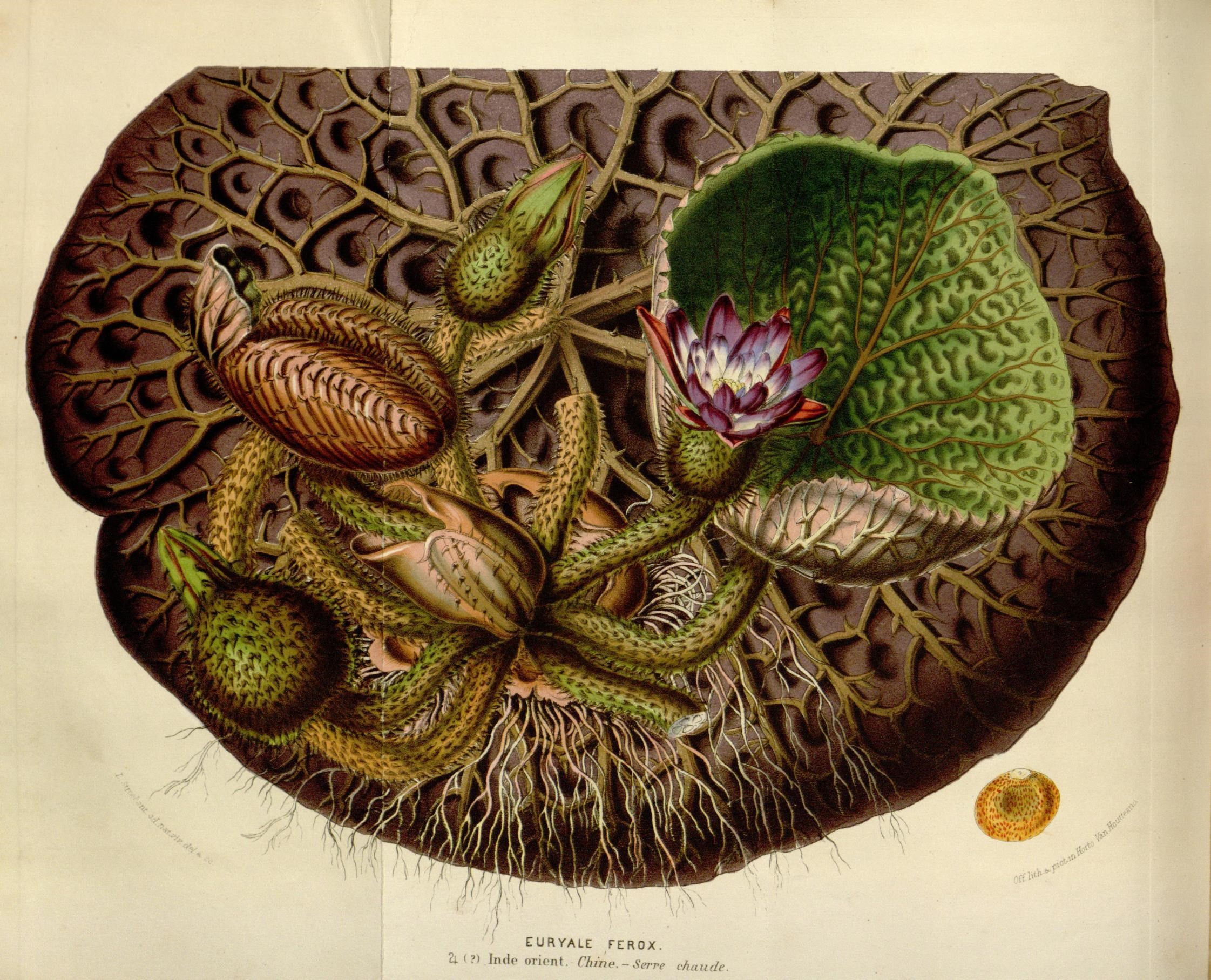
Ilustração botânica (in Flore des serres et des jardins de l'Europe).
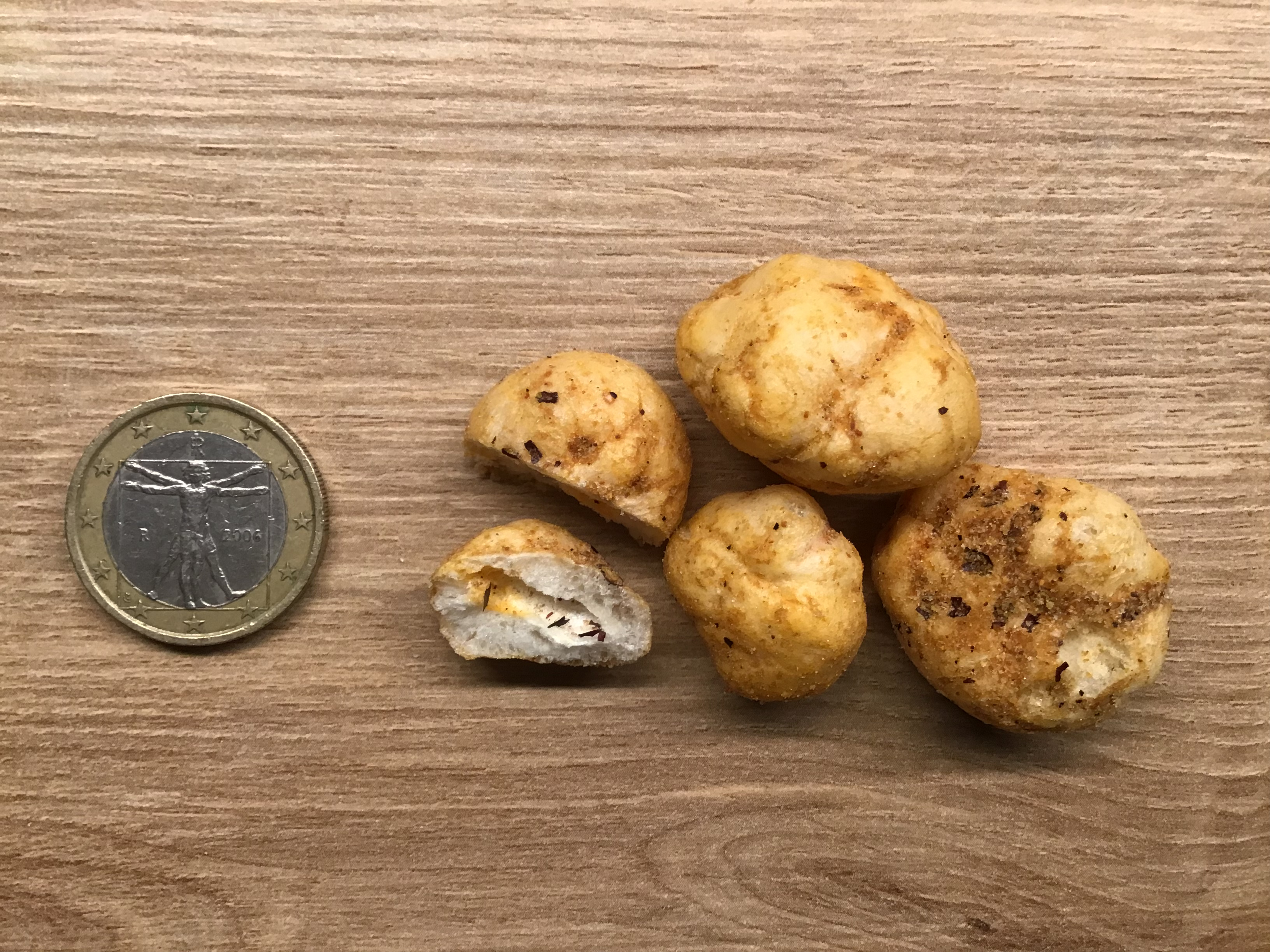
Sementes torradas.
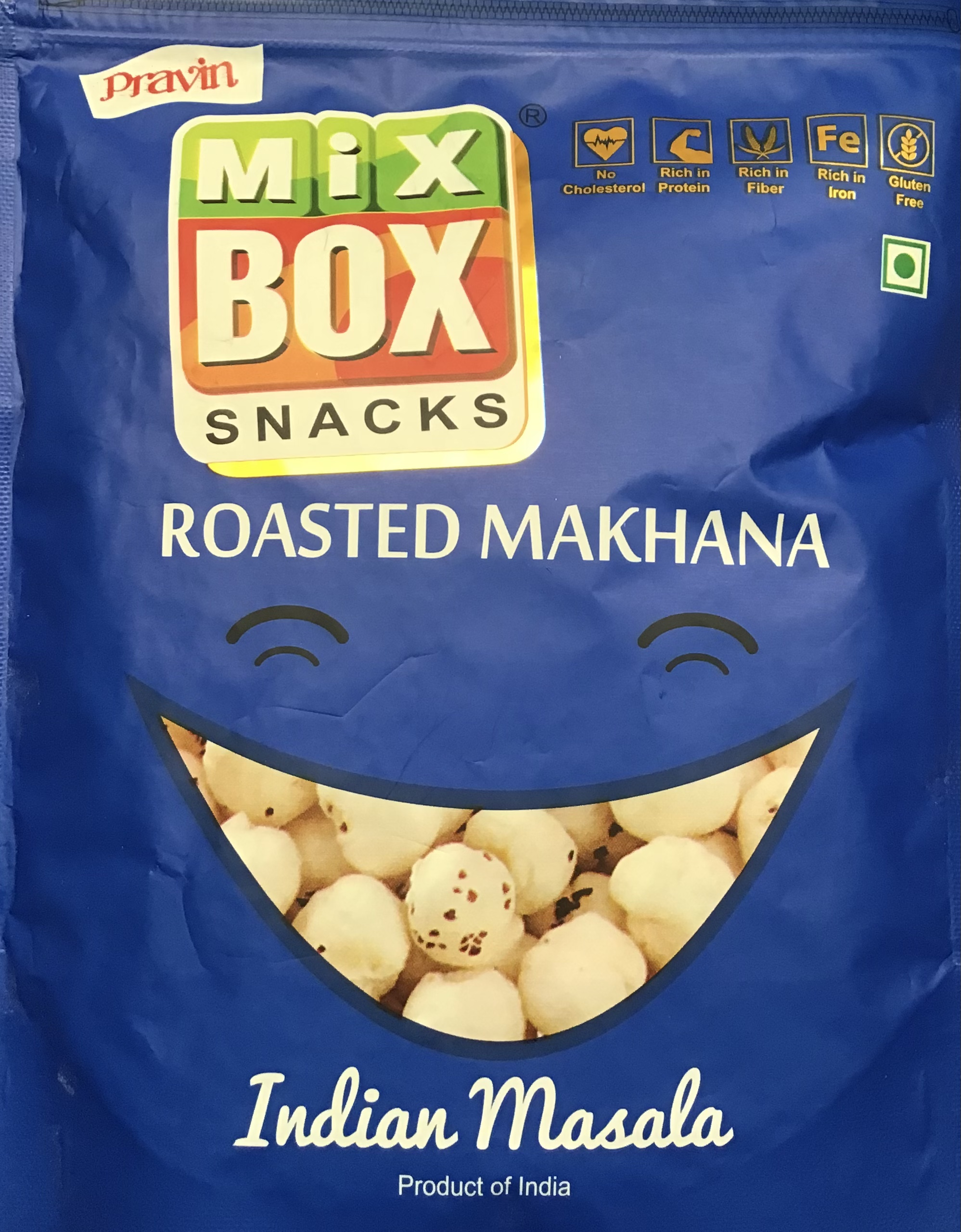
Pacote de sementes torradas.